# Solvente orgânico

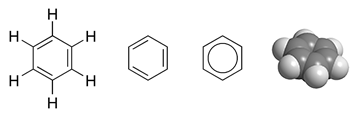
Benzeno - Um solvente orgânico

Um solvente orgânico é uma substância química orgânica, que apresenta certa volatilidade e solubilidade, sendo utilizadas como diluentes, dispersantes ou solubilizantes. Didaticamente são divididos em: hidrocarbonetos alifáticos, aromáticos ou halogenados; álcoois; cetonas; éteres e outros.